# Eredivisie 1985-86
La Eredivisie 1985-86 fue la 30.ª edición de la Eredivisie. El campeón fue el PSV, conquistando su 5.ª Eredivisie y el 8.° título de campeón de los Países Bajos.

## Tabla de posiciones
| Pos | Equipo           | PJ | PG | PE | PP | GF  | GC | Pts | DG  | Notas                         |
| --- | ---------------- | -- | -- | -- | -- | --- | -- | --- | --- | ----------------------------- |
| 1   | PSV Eindhoven    | 34 | 27 | 6  | 1  | 100 | 22 | 60  | +78 | Copa de Europa.               |
| 2   | AFC Ajax         | 34 | 25 | 2  | 7  | 120 | 35 | 52  | +85 | Recopa de Europa.             |
| 3   | Feyenoord        | 34 | 19 | 6  | 9  | 74  | 50 | 44  | +24 | Copa de la UEFA.              |
| 4   | FC Groningen     | 34 | 17 | 6  | 11 | 57  | 40 | 40  | +17 | Copa de la UEFA.              |
| 5   | Roda JC          | 34 | 16 | 7  | 11 | 76  | 51 | 39  | +25 |                               |
| 6   | FC Den Bosch     | 34 | 13 | 11 | 10 | 50  | 41 | 37  | +9  |                               |
| 7   | Sparta Rotterdam | 34 | 13 | 11 | 10 | 54  | 59 | 37  | -5  |                               |
| 8   | Fortuna Sittard  | 34 | 11 | 12 | 11 | 47  | 47 | 34  | 0   |                               |
| 9   | AZ '67           | 34 | 11 | 12 | 11 | 40  | 55 | 34  | -15 |                               |
| 10  | Go Ahead Eagles  | 34 | 13 | 7  | 14 | 47  | 62 | 33  | -15 |                               |
| 11  | HFC Haarlem      | 34 | 10 | 12 | 12 | 48  | 47 | 32  | +1  |                               |
| 12  | FC Utrecht       | 34 | 11 | 10 | 13 | 40  | 46 | 32  | -6  |                               |
| 13  | VVV-Venlo        | 34 | 11 | 5  | 18 | 39  | 62 | 27  | -23 |                               |
| 14  | FC Twente        | 34 | 8  | 11 | 15 | 36  | 69 | 27  | -33 |                               |
| 15  | SBV Excelsior    | 34 | 9  | 7  | 18 | 31  | 48 | 25  | -17 |                               |
| 16  | MVV Maastricht   | 34 | 8  | 8  | 18 | 34  | 60 | 24  | -26 | Descenso a la Eerste Divisie. |
| 17  | NEC              | 34 | 9  | 5  | 20 | 33  | 59 | 23  | -26 | Descenso a la Eerste Divisie. |
| 18  | SC Heracles      | 34 | 3  | 6  | 25 | 26  | 99 | 12  | -73 | Descenso a la Eerste Divisie. |

PJ = Partidos jugados; PG = Partidos ganados; PE = Partidos empatados; PP = Partidos perdidos; GF = Goles a favor; GC = Goles en contra; Pts = Puntos; DG = Diferencia de goles